# Гражданская война в Эфиопии
Гражданская война в Эфиопии началась 12 сентября 1974 года, после того как Временный военно-административный совет (Дерг) устроил государственный переворот и сместил императора Хайле Селассие I.
Война продолжалась до 28 мая 1991 года, когда Революционно-демократический фронт эфиопских народов (РДФЭН) и другие вооружённые группировки свергли правительство Менгисту Хайле Мариама.
Примечательно, что во время войны и центральное правительство, и некоторые повстанческие движения (в основном сепаратистских и автономистских) провозглашали коммунистическую и марксистскую ориентацию.

## Ход вооруженных действий

### 1974—1980
Сепаратистские и повстанческие движения существовали в различных регионах Эфиопии ещё при монархическом режиме. Более того, после свержения последнего наметились возможности к мирным переговорам, которые осуществлял первый председатель Временного военно-административного совета генерал-лейтенант Аман Андом. Он достиг перемирия в боевых действиях после визитов в Эритрею и переговоров с сепаратистами 25 августа и 6 сентября 1974 года, однако 17 ноября 1974 года был свергнут Менгисту Хайле Мариамом, и 23 ноября убит при штурме собственного дома, после чего война разгорелась с новой силой.
После 1974 года в различных частях Эфиопии появились повстанцы, наиболее сильные группировки были сосредоточены в Эритрее и Тыграи. Консерваторы и монархисты во главе с расом Мангашей Сейюмом уже в 1974 создали вооружённую антикоммунистическую организацию Эфиопский демократический союз. К 1975 НФОЭ насчитывал более чем 10000 повстанцев. Попытки властей Эфиопии выбить повстанцев из Эритреи предпринимались не раз, однако к середине 1978 года повстанческие группировки контролировали уже не только деревни, но и крупные города, таких как Керен и Митсива. Несмотря на большие поставки оружия из стран Восточного блока, ВВАС не удалось подавить восстание в Эритрее.
В 1976 году в рядах эритрейских повстанцев произошел раскол: образовался Фронт освобождения Эритреи, который вел борьбу как против Эфиопии, так и против другой повстанческой группировки — НФОЭ.
Хотя и есть некоторые разногласия на этот счёт, большинство военных наблюдателей считают, что Куба отказалась от участия в военной операции в Эритрее, так как Фидель Кастро считал эритрейский конфликт внутренним делом Эфиопии. Тем не менее, кубинские войска продолжали находиться в Огадене, что позволило Менгисту Мариаму перебросить войска на север Эфиопии.
К концу 1976 года повстанцы действовали уже во всех 14 административных регионах страны. В дополнение к эритрейским повстанцам, образовался Народный фронт освобождения Тыграи (НФОТ) в 1975 году, который требовал социальной справедливости и самоопределения для всех эфиопов. В южных регионах действовали Фронт освобождения Оромо и ФНОО.
В начале 1978 года эфиопская армия перешла в контрнаступление и выбила сомалийскую армию из Огадена, после чего Менгисту бросил все силы против эритрейцев. В мае он направил в этот регион 20 тысяч солдат и приказал захватить столицу провинции — Асмару. К ноябрю пал главный гарнизон восставших, город Кэрэн, но ему так и не удалось покончить с последними раз и навсегда. Тогда Менгисту Хайле Мариам начал жестокую войну против движения за независимость Эритреи, отказываясь вести переговоры с её жителями на том основании, что любая уступка им могла повлечь за собой расчленение Эфиопии. По некоторым данным, только в 1978—1980 годах погибло 80 000 эритрейцев.
Несмотря на приток военной помощи со стороны Советского Союза и его союзников, победить эритрейских повстанцев не удавалось. После первоначальных успехов правительства Эфиопии в отвоевывании территории, крупных городов и некоторых из основных дорог в 1978 и 1979 годах, конфликт пошел на спад. Повстанцы Эритреи и Тыграи сотрудничали между собой, НФОЭ активно поддерживало оружием и материальной помощью повстанцев Тыграи, что помогло превратить НФОТ в полноценную боевую силу.
Гражданская война затронула не только окраины Эфиопии с сепаратистскими тенденциями, но велась и непосредственно в её политическом центре. После революции особую активность проявляли две партии: Эфиопская народно-революционная партия (ЭНРП; лидеры — Берханемескель Реда, Тесфайе Дебессайе) и Социалистическое Всеэфиопское движение (СВЭД). Обе партии были марксистской ориентации, и при тактических различиях ключевая разница между ними состояла в том, что ЭНРП представляла народность амхара, а СВЭД — оромо. С 1975 года между ними происходили постоянные вооружённые стычки, причём СВЭД поддерживала Менгисту, ЭНРП же обвиняла его в предательстве революции и, в конце концов, перешла к террору против функционеров режима, после чего диктатор приказал уничтожить ЭНРП.

### 1980—1991

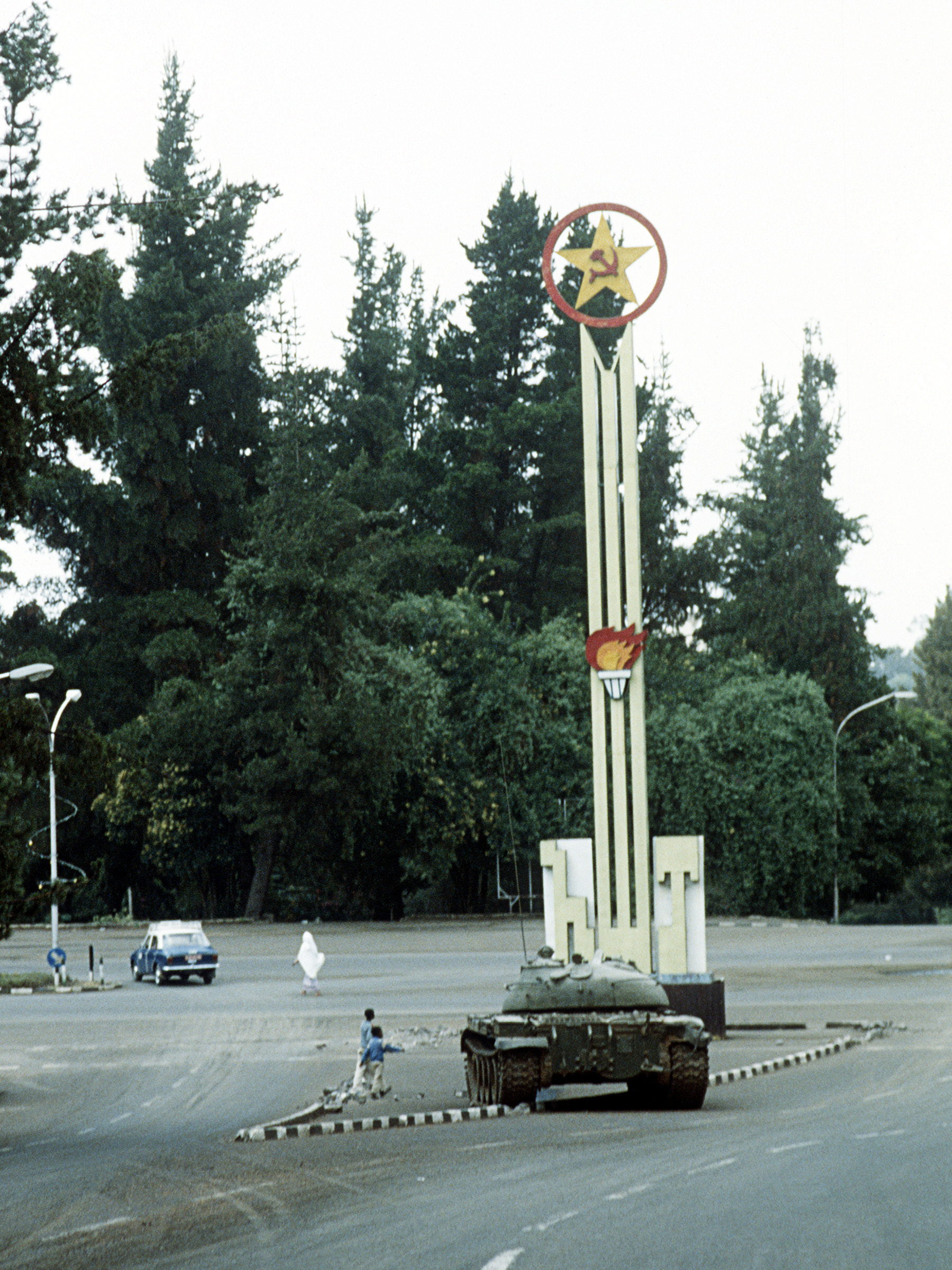
Подбитый танк эфиопской армии

К началу 1980-х годов экономика Эфиопии развалилась, население страдало от недостатка продовольствия, из-за голода погибло около одного миллиона человек. Сотни тысяч людей были убиты в результате «красного террора», насильственной депортации, либо были заморены голодом по прямому указанию Менгисту Мариама.
Война достигла наибольшей интенсивности в первой половине 1980-х годов, когда эфиопская армия предприняла очередные крупные наступательные операции в провинции. ВВАС продолжал пытаться положить конец восстанию, используя военную силу. Эфиопская армия начала масштабное наступление на НФОЭ — в феврале 1982 года Менгисту лично возглавил военную операцию против эритрейских повстанцев под кодовым названием «Красная звезда», однако она провалилась. Уничтожить сепаратистов не удавалось, война перешла в позиционную фазу, а с 1988 года приняла крайне неблагоприятный для правительственных сил характер — НФОЭ захватил Афабет и его окрестности, а затем и штаб эфиопской армии в северо-восточной Эритрее, вынудив эфиопскую армию вывести свои гарнизоны из западных низин Эритреи. Затем бойцы НФОЭ переместились в район Кэрэна, второго по величине города Эритреи. В 1989 году НФОЭ контролировал уже почти всю мятежную провинцию Эритрею. В феврале 1989 года эфиопская армия потерпела тяжёлое поражение при Ында-Сылласе.
В условиях тяжёлого экономического кризиса и поражений правительственных сил на окраинах страны противники режима в центральных районах также активизировали военные действия. В 1989 году НФОТ и ряд других сил вооружённой оппозиции создали Революционно-демократический фронт эфиопских народов (РДФЭН), провозглашавший своей идеологией марксизм-ленинизм и ведущий непримиримую борьбу против правительства Менгисту Хайле Мариама. К 1991 году правительственные войска удерживали лишь ряд крупных городов, Аддис-Абебу и её окрестности. Уже тогда среди армейских сил наметился раскол. В мае 1989 года группа офицеров предприняла неудачную попытку военного переворота, окончившуюся казнью 12 участников заговора. Несмотря на продолжавшуюся жёсткую политику, Менгисту Хайле Мариам утратил контроль над большей частью страны.
Правительство Менгисту было окончательно свергнуто в 1991 году, после того как РДФЭН захватил столицу Эфиопии — Аддис-Абебу. Был риск, что Менгисту будет бороться за столицу до конца, но произошло дипломатическое вмешательство со стороны Соединенных Штатов, и Менгисту Мариам бежал из страны в Зимбабве, где он живёт по настоящее время. РДФЭН немедленно распустил Рабочую партию Эфиопии и арестовал почти всех видных чиновников Дерг. Тем временем НФОЭ захватил полный контроль над Эритреей. 3 мая 1993 года Эфиопия официально признала независимость Эритреи, вследствие чего Эфиопия потеряла выход к морю. В декабре 2006 года 73 должностных лица Дерг были признаны виновными в геноциде собственного населения. Тридцать четыре из них предстали перед судом, 14 человек скончались в тюрьме, 25 человек покинули страну и были осуждены заочно.
За 16 лет Гражданской войны погибли свыше 250 000 человек. По другим данным, количество жертв превышает 1400000 человек — около миллиона умерших от голода и почти полмиллиона погибших в результате военных действий и политического террора.
С 2008 по 2018 вооружённую борьбу против правительства НФОТ/РДФЭН вела организация Ginbot 7 во главе с участником гражданской войны бывшим активистом ЭНРП Берхану Негой и Андаргачью Тсиджем. Эти действия прекратились после отстранения от власти НФОТ и прихода к власти правительства Абия Ахмед Али.